# روز هيل جيمنازيوم
روز هيل جيمنازيوم (بالإنجليزية: Rose Hill Gymnasium)‏ هي صالة متعددة الأغراض ذات 3200 مقعد في حرم روز هيل الجامعي جامعة فوردهام في ذا برونكس، بنيويورك، افتتحت عام 1925، وتعد أقدم مكان في الحرم الجامعي، يستخدم حاليًا في المقام الأول لفريق كرة السلة من الدرجة الأولى في الرابطة الوطنية لرياضة الجامعات وثاني أقدم ملعب عام.

## وصلات خارجية
- Rose Hill Gym - Fordham University Athletics
- The Rose Hill Gym (from fordham.edu)